# Інститут етнології та антропології РАН
Інститут етнології та антропології імені М. М. Миклухо-Маклая РАН, ІЕА РАН (рос. Институт этнологии и антропологии имени Н. Н. Миклухо-Маклая РАН, ИЭА РАН) — науково-дослідний інститут Російської академії наук (РАН) в області соціально-культурної та фізичної антропології. Зазначений інститут носить ім'я Миклухо-Маклая Миколи Миколайовича. Раніше згаданий інститут мав назву Інститут етнографії АН СРСР імені М. М. Миклухо-Маклая (рос. Институт этнографии АН СССР имени Н. Н. Миклухо-Маклая, ИЭ АН СССР).

## Історія
Даний інститут був створений в Радянському Союзі в наслідку об'єднання Музею антропології та етнографії (МАЕ) та Інституту з вивчення етнічних груп СРСР (ІВЕГ) восени 1933 року.
Його першим директором був Микола Маторин. 23 грудня 1933 р. — 1 січня 1934 р. його змінив Іван Мещанинов.
25 січня 1935 р. був перетворений в «Інститут антропології, археології і етнографії».
29 січня 1947 року Постановою Ради Міністрів СРСР № 167 Інституту етнографії АН СРСР був наданий додаток до назви: імені М. М. Миклухо-Маклая (з 18 вересня 1990 року — Інститут етнології та антропології ім. М. М. Миклухо-Маклая АН СРСР).
У 1983 р. інститут був нагороджений орденом Дружби народів.

## Основні напрямки науково-дослідної роботи
- Еволюція людини та походження культур;
- етнічні культури й соціальні структури;
- етнічна екологія, демографія і картографування;
- націоналізм, конфлікти, міграції;
- дослідження з релігії;
- гендерні дослідження;
- етносоціологія та етнопсихологія;
- фізична антропологія.

## Структурні підрозділи інституту
- Відділ російського народу
- Відділ Півночі та Сибіру
- Відділ Кавказу
- Центр європейських та американських досліджень
  - Сектор Америки
- Центр азійських і тихоокеанських досліджень
  - група Середньої Азії
- Центр етнополітичних досліджень
  - група етнорегіональних проблем
  - група релігієзнавства
- Центр з вивчення міжетнічних відносин (ЦВМВ)
  - група Поволжя
  - група етносоціології
- Центр міждисциплінарних досліджень
  - група етноекологіі
  - група медичної антропології
- Відділ фізичної антропології
  - відділ фізичної антропології
  - Лабораторія пластичної реконструкції
  - Кабінет-музей антропології імені академіка В. П. Алексєєва
- Центр євразійської археології
  - Кабінет-музей етноархеології імені С. П. Толстова
- Центр аудіовізуальної антропології
- Сектор крос-культурної психології та етології людини
- Сектор етногендерних досліджень
- Етнографічний науково-освітній центр
  - Історико-етнографічний кабінет-музей імені М. М. Чебоксарова
- Сектор бібліографії та підготовки видань
- Науковий архів
- Сектор етології людини
- Лабораторія антропологічної реконструкції
- Сектор ранньої еволюції людини
- Сектор археології давнини й середньовіччя

## Директори інституту

### Інститут антропології та етнографії
- 1933 р. — Маторин М. М.

### Інститут антропології, археології та етнографії
- 1934—1937 рр. — Мещанинов І. І.

### Інститут етнографії
- 1937—1940 рр. — Струве В. В.
- 1940—1941 рр. — Винников І. Н.
- 1941—1942 рр. — Абрамзон С. М.
- 1942—1965 рр. — Толстов С. П.
- 1966—1989 рр. — Бромлєй Ю. В.

### Інститут етнології та антропології імені М.М.Миклухо-Маклая
- 1989—2015 рр. — Тишков В. О.
- від 2015 р. — Мартинова М. Ю.